# Weird Fantasy
Weird Fantasy —título en inglés traducible como «Fantasía extraña»— fue una publicación estadounidense con formato comic book editada por EC Comics entre 1950 y 1953 y especializada en el género de ciencia ficción. Junto con su publicación hermana Weird Science significó una renovación del género que influyó no solo en el ámbito de las historietas, sino también en la novela y el cine.

## Entertaining Comics
En 1947 Max C. Gaines, propietario de Educational Comics, falleció en un accidente. Su hijo Bill tuvo que hacerse cargo de la editorial y decidió cambiar su orientación. Como símbolo de ello, cambió el nombre a Entertaining Comis, manteniendo así las siglas EC. En 1948 contrató a Al Feldstein y Harvey Kurtzman como colaboradores. Con su ayuda reclutó a nuevos dibujantes y guionistas independientes a los que pagaba mejor que otras editoriales y permitía una enriquecedora diversidad de estilos. Tras comprobar la buena recepción de sus nuevas creaciones, en 1950 lanzó una nueva línea de comic books de los géneros de terror, crimen y guerra que revolucionaron el mercado. También sacó al mercado dos nuevas publicaciones de ciencia ficción, Weird Fantasy y Weird Science.

## La publicación

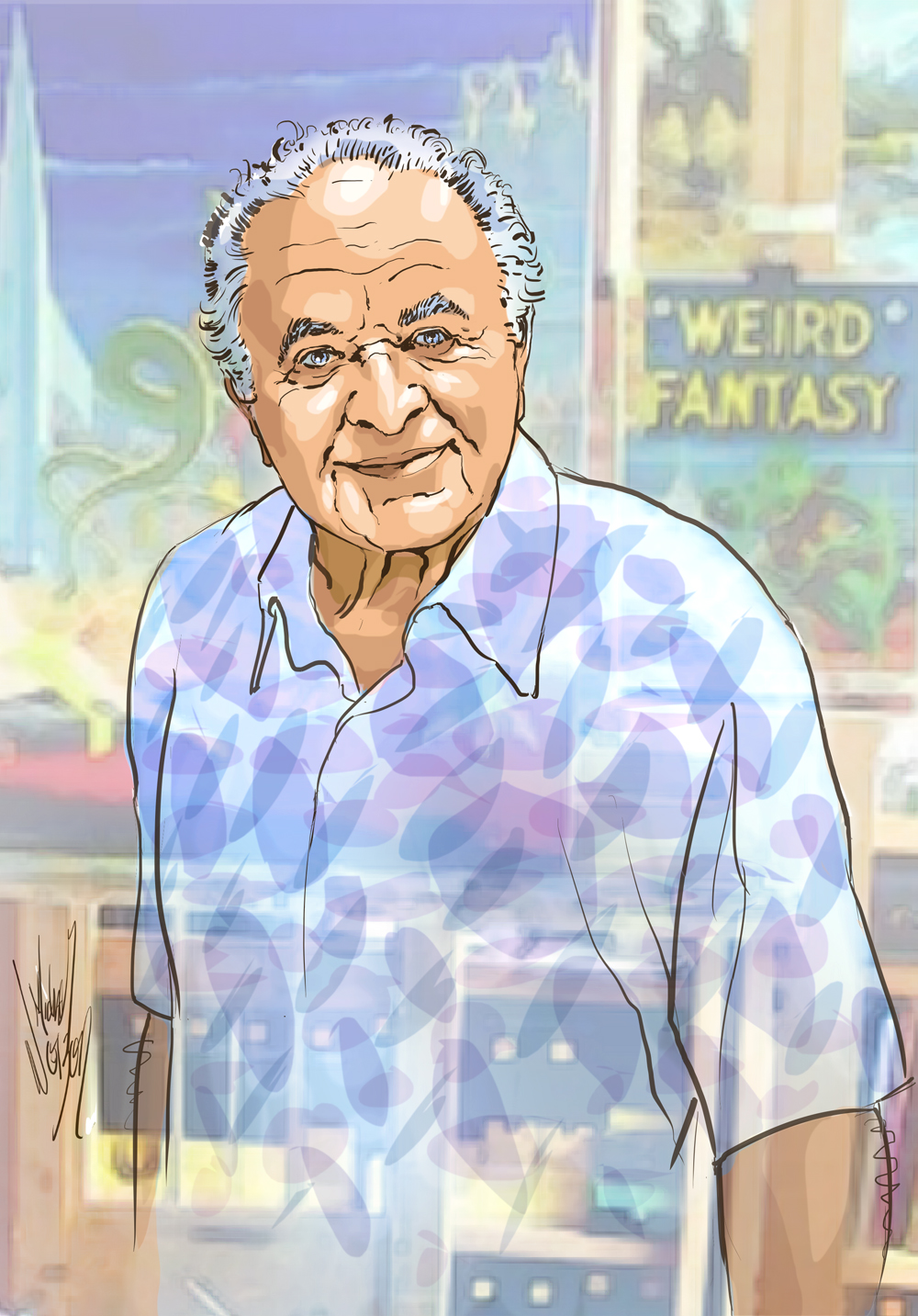
Al Feldstein fue editor, guionista y dibujante. Retrato de Michael Netzer de 2012.

Con fecha de portada mayo de 1950 apareció el primer ejemplar de Weird Fantasy, si bien ostentaba el número 13. El motivo es que venía a sustituir a otra publicación de EC Comics de un género muy distinto, A Moon, A Girl... Romance. Esta era una práctica habitual en la época para evitar el pago de tasas por nuevas publicaciones. De todas formas, se cambió la numeración a partir del sexto ejemplar propiamente dicho, que ostentó el número 6 en vez del 18. Esto induce a confusión, ya que hay dos ejemplares distintos de cada uno de los números 13 a 17, los iniciales y los que se publicaron posteriormente en ese orden.
De la mano de Al Feldstein como editor, Weird Fantasy se apartó de los tópicos de la tradicional space opera y aportó un tratamiento más adulto al género fantástico, contribuyendo a la renovación que este experimentó a principios de los años cincuenta tanto en historieta como en novela y cine. La innovación se experimentó tanto en el aspecto gráfico como el literario. Se abordaron temas como los viajes espaciales, la exploración de extraños planetas o las invasiones alienígenas, todo ello impregnado de la reflexión social crítica que caracterizaba a las publicaciones de EC.
La mayoría de los guiones eran del propio Feldstein, quien adaptó en varias ocasiones historias del escritor Ray Bradbury. En el número 13 publicó sin permiso del escritor «Home to Stay», adaptación de los relatos «The Rocket Man» y «Kaleidoscope». La protesta de Bradbury dio paso a nuevas adaptaciones de sus obras ya con la autorización del novelista. De este modo se publicaron seis relatos ilustrados por Wally Wood, Al Williamson, Jack Kamen, Bill Elder, John Severin y Reed Crandall.
Los dibujantes más destacados de Weird Fantasy fueron los ya citados Wood y Williamson, ambos muy influidos por el trabajo de Alex Raymond en Flash Gordon, pero con estilos muy distintos entre sí. Otros dibujantes fueron Bernie Krigstein, Joe Orlando y Frank Frazetta. Este último, junto con Roy G. Krenkel y Angelo Torres, ayudó con el lápiz y la tinta a mejorar las figuras humanas de Williamson. Las portadas fueron realizadas principalmente por el polivalente e incansable Feldstein, aunque también Orlando realizó alguna.
La estructura de Weird Fantasy era similar a la del resto de las publicaciones de EC Comics. Incluía cuatro historietas: una de ocho páginas, otra de seis y dos de siete. Los guiones se sustentaban en largos textos apoyados por las ilustraciones, lo que economizaba esfuerzos; el guionista se limitaba a escribir la historia sin tener que construir un auténtico guion y el dibujante tampoco debía buscar difíciles soluciones narrativas sino que se limitaba a ilustrar lo ya escrito. Todo ello en páginas de tres tiras. El final habitualmente sorprendente era también una característica de la editorial.

## Desaparición
A pesar de que Weird Fantasy no se vendía tanto como otras publicaciones de la editorial, Gaines la mantuvo porque era un gran aficionado a la ciencia ficción. No obstante, en 1954 tuvo que admitir la evidencia y el número 22 fue el último de la publicación. Weird Fantasy y Weird Science fueron fusionadas en un nuevo comic book titulado Weird Science-Fantasy.

## Influencia
La influencia de Weird Fantasy queda reflejada en el hecho de que en 2019 —más de cincuenta años después de su desaparición— se anunció la realización de una serie de televisión con el mismo título y temática.